# 里尼拉诺讷斯
里尼拉诺讷斯（法語：Rigny-la-Nonneuse，法語發音：[ʁiɲi la nɔnøz]）是法国奥布省的一个市镇，属于塞纳河畔诺让区。

## 地理
里尼拉诺讷斯（48°24'38"N, 3°39'45"E）面积18.19 平方千米，位于法国大東部大區奥布省，该省份为法国中北部省份，北起马恩省，西接塞纳-马恩省，西南至约讷省，东南至科多尔省，东临上马恩省。
与里尼拉诺讷斯接壤的市镇（或旧市镇、城区）包括：阿旺莱马西伊、阿翁拉佩兹、费莱马西伊、拉福斯科尔迪昂、马里尼勒沙泰勒、圣卢德比菲尼、圣马丹德博斯奈。
里尼拉诺讷斯的时区为UTC+01:00、UTC+02:00（夏令时）。

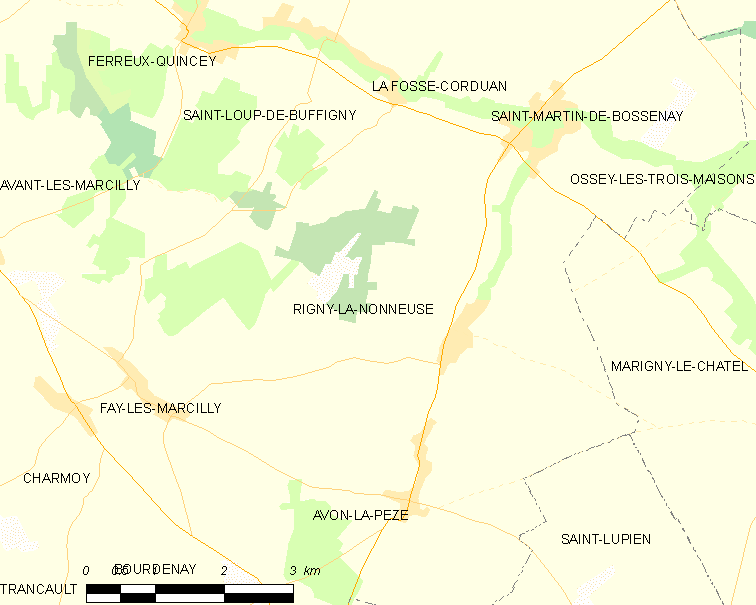
里尼拉诺讷斯的OSM定位图

## 行政
里尼拉诺讷斯的邮政编码为10290，INSEE市镇编码为10318。

## 政治
里尼拉诺讷斯所属的省级选区为圣利耶县。

## 人口

1962-2008年间里尼拉诺讷斯人口变化图示

里尼拉诺讷斯于2022年1月1日时的人口数量为158人。